# Украинцы Черногории
Украи́нцы в Черногории (укр. Українці в Чорногорії, черног. Ukrajinci u Crnoj Gori / Украјинци у Црној Гори) — одна из этнических общин на территории Черногории, которая аналогично украинской диаспоре в Сербии и других стран бывшей Югославии, сформировалась под влиянием историко-политических причин. Большинство украинцев в Черногории — потомки эмигрантов из бывших Российской и Австро-Венгерской империй, переселенцы на Балканы в результате гражданской войны 1917—1922 гг., двух мировых войн, сталинских репрессий.

## История
По состоянию на 1910 год в Королевстве Далмация проживало 811 рутенов (украинцев). Статистика по количеству украинцев в округах Королевства Далмация, территории которых после Второй Мировой войны вошла в состав Черногории не найдена. Согласно переписи населения Королевства сербов, хорватов и словенцев 1921 года в Черногории зафиксировано небольшое количество украинцев, а в Далмации — не зафиксировано.
Перепись населения Югославии 15 марта 1948 года зафиксировала в Черногории 23 русина-украинца, что составило 0,1 % украинского населения всей Югославии. Большинство украинцев бывшей Югославии проживало в Сербии (Воеводина), Боснии и Герцеговине и Хорватии.

## Обеспечение языковых, культурных и других прав украинской диаспоры
Основные меры по обеспечению языковых, культурных и других прав украинской диаспоры осуществляются при поддержке Посольства Украины в Черногории, среди которых можно выделить следующие направления работы:
- проведение мероприятий, посвященных памятным датам в истории Украины;
- пропаганда достижений украинской культуры;
- работа с украинской диаспорой в Черногории.

9 декабря 2011 года было открыт памятник украинскому поэту Тарасу Шевченко в столице Черногории — Подгорице. Церемония открытия памятника состоялась в одном из центральных парков города. Выступая на церемонии бывший украинский премьер произнес следующую речь:
Открытие памятника Тарасу Шевченко в Подгорице является проявлением уважения к великому поэту не только со стороны украинского народа, но и народа Черногории

## Мероприятия украинской диаспоры
С целью ознаменования памятных дат в истории Украины неоднократно проводились мероприятия, посвященные годовщинам со дня рождения Леси Украинки и Тараса Шевченко с привлечением украинской диаспоры в Черногории, а также проходили лекции в Университете Черногории и Университете «Донья Горица» на тему «Жизнь и творчество Тараса Шевченко и Леси Украинки», «История украинской дипломатии», «История религии в Украине», в ходе которых было обеспечено освещение в ведущих СМИ Черногории путем рассылки тематических пресс-релизов и проведением интервью.
В помещении Посольства было проведено заседание Международного женского клуба Черногории. Главной целью деятельности клуба является содействие и помощь новым членам клуба, развитие дружеских отношений между членами клуба, проведение благотворительных гуманитарных мероприятий. Во время заседания Международного женского клуба Черногории выступил украинский аккордеонист, профессор Музыкальной академии в городе Цетинье — П.Янкович. В ходе встречи члены клуба имели возможность познакомиться с традиционными украинскими блюдами, приготовленными представителями украинства в Черногории.
Делегация украинских художников и дизайнеров посетили Философский факультет Университета Черногории, встретились со студентами, изучающими украинский язык и провели совместную пресс-конференцию с Послом О.Слюсаренко и деканом факультета Б.Церовичем. В этот же день в г.Даниловград состоялся украинский концерт с участием народных артистов Украины.
В рамках недель моды Royal Fashion Week в Черногории, впервые в истории украинского-черногорских отношений, проводился День украинской моды, где были представлены работы выдающихся украинских дизайнеров С.Ермакова и О.Голец. На мероприятии присутствовали представители культурной элиты Черногории, представители власти и иностранных посольств.
В рамках мероприятия Неделя украинского искусства «Ukrainian Art Week in Montenegro» в городах Котор, Будва, Подгорица, в Черногорию прибыла украинский художник О.Нестерова с иконой собственного авторства «св. Архангел Михаил». Посол О.Слюсаренко посетила Духовный центр в г.Подгорица и прочитала лекцию на тему «История украинской иконописи». По просьбе черногорской стороны, икона О.Нестеровой была выставлена в Монастыре Джабионик. Во время посещения Духовного центра, присутствовала телевизионная группа «Радио и телевидение Черногории» с целью подготовки отдельной телепрограммы по этому поводу.
В культурно-информационном центре Подгорицы «Будо Томович» проводились Дни украинского кино. В программу вошел фильм «Влюбленные в Киев», который состоит из 8 короткометражных фильмов, номинантов многочисленных международных конкурсов и кинофестивалей, в том числе Каннского и Берлинского кинофестивалей.
С целью обеспечения национально-культурных потребностей и поддержания диалога с представителями зарубежных украинцев, обеспечивалось участие украинской диаспоры, проживающей в Черногории, в культурно-гуманитарных мероприятиях, проводившихся по инициативе и при содействии Посольства. К таким относятся Недели украинской моды и украинского художественного искусства в Черногории, мероприятия, посвященные выдающимся и памятным историческим датам Украины, украинским государственным праздникам, на постоянной основе проводятся мероприятия с целью популяризации украинского историко-культурного наследия.